# Bacelo e Senhora da Saúde
Bacelo e Senhora da Saúde (llamada oficialmente União das Freguesias de Bacelo e Senhora da Saúde) es una freguesia portuguesa del municipio de Évora, distrito de Évora.

## Historia
Fue creada el 28 de enero de 2013 en aplicación de una resolución de la Asamblea de la República de Portugal promulgada el 16 de enero de 2013 con la unión de las freguesias de Bacelo y Senhora da Saúde, pasando su sede a estar situada en la antigua freguesia de Bacelo.

## Demografía
| Gráfica de evolución demográfica de Bacelo e Senhora da Saúde entre 2011 y 2021 |
|                                                                                 |
| Datos según el nomenclátor publicado por el INE portugués.                      |